# Solidaritat Gallega
Solidaritat Gallega va ser una organització política regionalista gallega activa entre 1907 i 1912. Després del triomf electoral de Solidaritat Catalana el 1906, a Galícia augmenten els contactes entre les forces de l'oposició per a l'establiment d'una força política que aglutinés als sectors contraris al turnisme. En l'estiu de 1907, 42 persones signaren el Manifest Solidari que donaria origen a Solidaritat Gallega, on s'uniren els republicans dirigits per José Rodríguez Martínez, els republicans federals de Bruno Barcia, els tradicionalistes de Juan Vázquez de Mella i els regionalistes de Manuel Murguía, Galo Salinas i Uxío Carré Aldao. L'anticaciquisme i el suport a l'associacionisme agrari van ser els dos pilars de l'organització.
Sota el seu patrocini es van formar 400 societats agràries, en 1911 solament 85 romanien afiliades a l'organització. A les eleccions municipals de 1910 van obtenir 258 consellers en la província de la Corunya, però les diferències entre els membres de l'organització en va impedir la consolidació. Solidarismo gallego, el seu òrgan oficial, va aparèixer al desembre de 1907.